# Winelight
Albums de Grover Washington Jr.
Skylarkin'
(1980) Come Morning
(1981)
Singles
1. Let It Flow (For "Dr. J")
Sortie : novembre 1980[1]
2. Just the Two of Us
Sortie : janvier 1981
3. Winelight
Sortie : mai 1981[2]

Winelight est un album studio du saxophoniste de jazz Grover Washington, Jr. sorti le 24 octobre 1980 chez Elektra Records. 
L'album est récompensé par le Grammy Award de la meilleure interprétation de jazz fusion en 1982. Il comprend le tube Just the Two of Us, interprété par Bill Withers et récompensé par un Grammy Award. 
La composition In the Name of Love de l'album est sortie en 1984 sous une forme réarrangée par Ralph MacDonald et interprétée par Bill Withers. Cette version atteint la 58e place du Billboard Hot 100.

## Accueil
Scott Yanow du site AllMusic écrit à propos de l'album : « Un ensemble mémorable de soul-jazz de haute qualité et dansant ».

## Liste des titres
| 1. | Winelight                 | William Eaton                      | 7:32 |
| 2. | Let It Flow (For "Dr. J") | Grover Washington, Jr.             | 5:52 |
| 3. | In the Name of Love       | - William Salter - Ralph MacDonald | 5:26 |

| 1. | Take Me There                | Washington                          | 6:16 |
| 2. | Just the Two of Us           | - Bill Withers - Salter - MacDonald | 7:23 |
| 3. | Make Me a Memory (Sad Samba) | Washington                          | 6:32 |

## Crédits
Musiciens
- Grover Washington Jr. – saxophone alto, saxophone soprano, saxophone ténor
- Richard Tee – Fender Rhodes (1, 3, 5, 6)
- Ray Chew – clavinet (1)
- Paul Griffin – clavinet (1), Fender Rhodes (2, 4)
- Ed Walsh – Oberheim 8-Voice (1-4, 6)
- Bill Eaton – Oberheim 8-Voice (5), arrangements et chef d'orchestre
- Eric Gale – guitares
- Marcus Miller – basse
- Steve Gadd – batterie
- Ralph MacDonald – congas, percussion, Syndrums
- Robert Greenidge – tambours d'acier
- Hilda Harris, Yvonne Lewis, Ullanda McCullough – chœurs
- Bill Withers – chant (5)

Réalisation
- Grover Washington Jr. – producteur
- Ralph MacDonald – producteur
- Richard Alderson – ingénieur du son
- Ed Heath – ingénieur du son adjoint
- Vlado Meller – mastering aux CBS Studios (New York)
- Paul Silverthorn – coordinateur de production
- Ron Coro – direction artistique, conception
- Jim Shea – photographie de la pochette
- Don Hunstein – photographie de la pochette intérieure

## Classements et certifications
| Classement (1980–81)          | Meilleure position |
| ----------------------------- | ------------------ |
| Australie (Kent Music Report) | 35                 |
| États-Unis (Billboard 200)    | 5                  |
| États-Unis (Top Jazz Albums), | 1                  |
| États-Unis (Top Black Albums) | 5                  |
| Norvège (VG-lista)            | 24                 |
| Nouvelle-Zélande (RIANZ)      | 35                 |
| Royaume-Uni (UK Albums Chart) | 34                 |

| Classement (1981)             | Position |
| ----------------------------- | -------- |
| États-Unis (Billboard 200)    | 13       |
| États-Unis (Top Jazz Albums)  | 1        |
| États-Unis (Top Black Albums) | 5        |

### Certifications
| Région                                                               | Certification | Ventes/Streams |
| -------------------------------------------------------------------- | ------------- | -------------- |
| Autriche (IFPI)                                                      | Or            | 25 000*        |
| Espagne (PME)                                                        | Platine       | 100 000^       |
| États-Unis (RIAA)                                                    | 2 × Platine   | 2 000 000^     |
| Royaume-Uni (BPI)                                                    | Argent        | 60 000^        |
| *Ventes selon la certification ^Mise en rayon selon la certification |               |                |